# Llépol de Gurney
El llépol de Gurney  (Promerops gurneyi) és un ocell de la família dels promeròpids (Promeropidae).

## Hàbitat i distribució
Habita zones de matoll de les muntanyes de Zimbàbue, oest de Moçambic i nord i est de Sud-àfrica